# Alexandra Pakhmoutova
Alexandra Nikolaïevna Pakhmoutova (en russe : Александра Николаевна Пахмутова) est une compositrice russe soviétique puis russe, née le 9 novembre 1929 à Beketovka, près de Stalingrad (URSS). Elle demeure l'une des figures de la musique populaire russe soviétique depuis le début de sa carrière dans les années 1960. En 1984, elle est décorée de la médaille des artistes du peuple de l'URSS. Elle est la veuve du parolier Nikolaï Dobronravov. 

## Jeunesse et carrière
Alexandra Pakhmoutova est née le 9 novembre 1929 à Beketovka (quartier de Stalingrad depuis 1931) en URSS. Elle commence très tôt à jouer du piano et à composer de la musique. En 1953, elle sort diplômée du conservatoire de Moscou. Elle poursuit ensuite ses études auprès du compositeur Vissarion Chebaline.
Sa carrière reste notable pour la diversité des genres où Pakhmoutova s'est fait remarquer : elle a composé des pièces pour des orchestres symphoniques, des ballets, de la musique pour enfants et des bandes originales. Parmi ses plus célèbres chansons figurent Cuba, mon amour, à propos de la crise des missiles de Cuba en octobre 1962, interprétée notamment par Joseph Kobzon ainsi que Et la lutte continue, chanson composée en 1974 en hommage à Lénine et à la révolution d'Octobre.

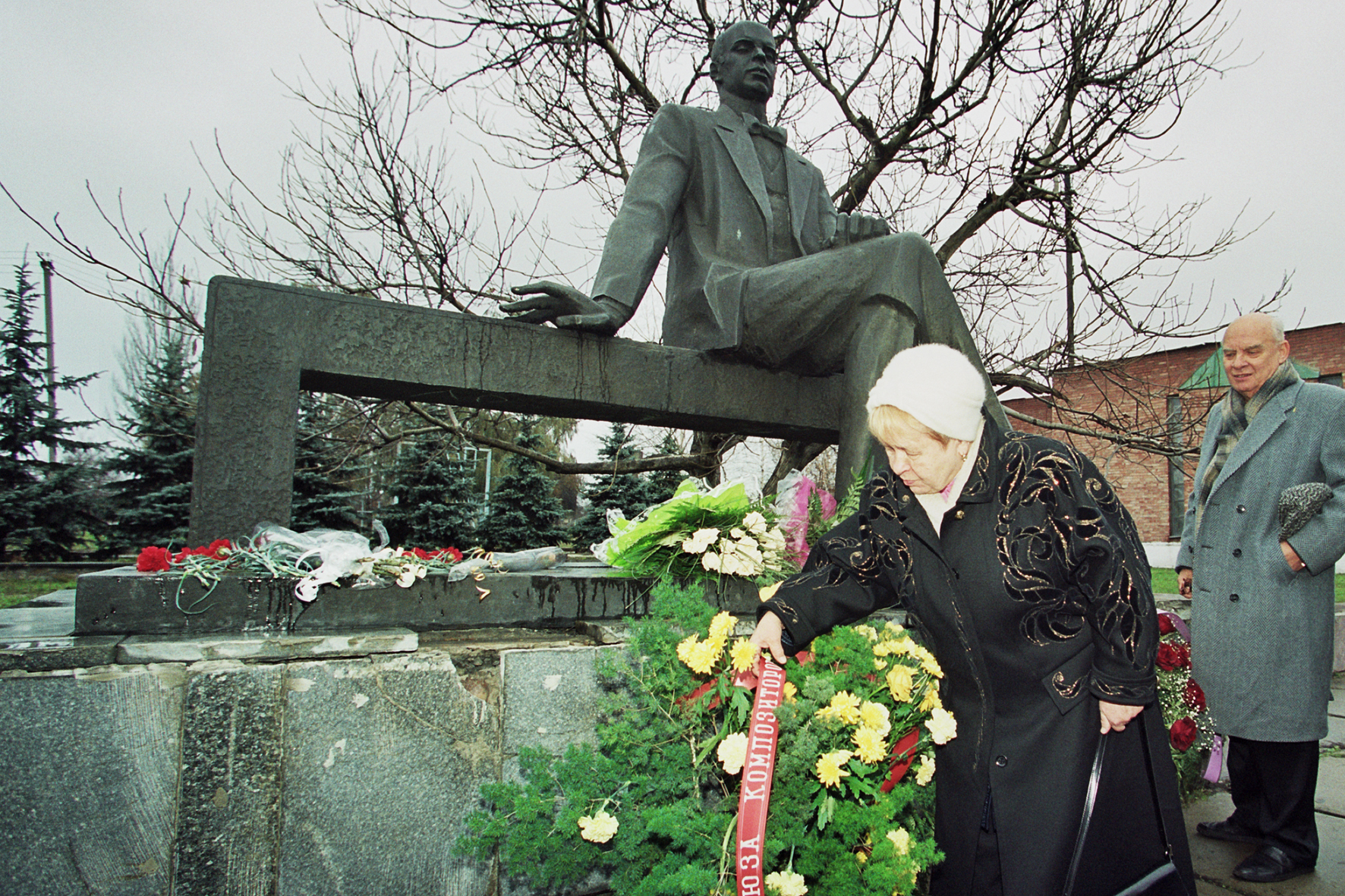
Alexandra et son époux devant le musée Serge-Prokofiev en 2014.

## Compositions
- Chanson d'une jeunesse sans repos
- Cuba, mon amour
- Et la lutte continue

## Honneur
L'astéroïde (1889) Pakhmutova est nommé en son honneur.